# Phaenops horni
Phaenops horni är en skalbaggsart som först beskrevs av Jan Obenberger 1944.  Phaenops horni ingår i släktet Phaenops och familjen praktbaggar. Inga underarter finns listade i Catalogue of Life.